# Notandissimi secreti de l'arte profumatoria
Notandissimi secreti de l'arte profumatoria (o Notandissimi secreti de l'arte profumatoria, per far ogli, acque, paste, balle, moscardini, uccelletti, paternostri, et tutta l'arte intiera, come si ricerca, così nella città di Napoli del Reame, come in Roma, e quindi in la città di Vinegia) è un libro sulla cosmesi e sulla produzione di profumi, pubblicato a Venezia nel 1555.

## Contenuto
Opera di Giovanventura Rosetti, questo libro è considerato come il primotesto occidentale sui profumi  e testimonia dell'alto livello di conoscenza tecnica e scientifica raggiunto nella Venezia del Cinquecento. Esso contiene più di 300 ricette per profumi e cosmetici come l'acqua di rose, di lavanda, di gelsomino, l'olio di cannella o di stirace, la polvere di cipro, di zibetto, di muschio e anche come fare per sbiancare i denti o i capelli.
Da notare che il nome antico dei profumieri veneziani è muschieri.

## Copie superstiti

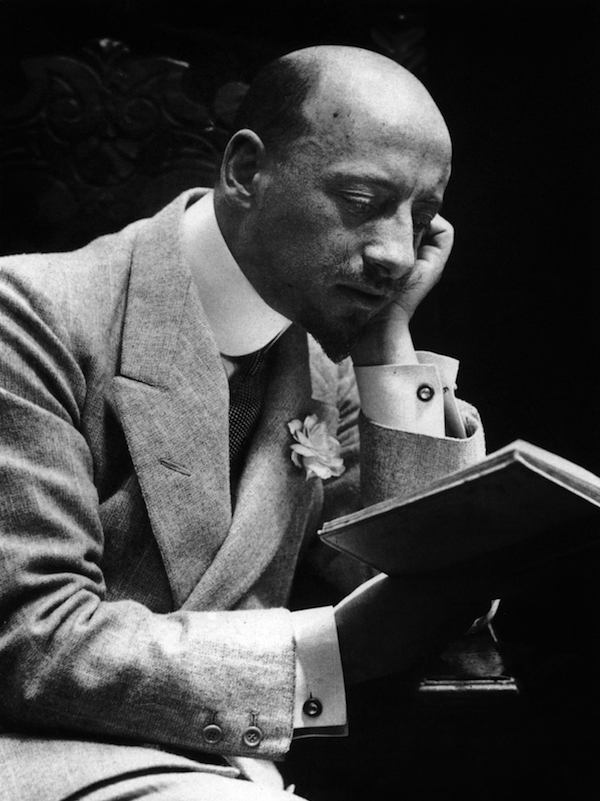
Gabriele D'Annunzio possedette una delle rare copie del Notandissimi.

La limitata tiratura di quest'opera e la discrezione dei produttori di profumi dell'epoca, che l'utilizzavano come testo di riferimento per la loro arte, la rendono rarissima e ricercatissima tra le grandi case di cosmesi internazionali. Si conoscono al momento solo due esemplari dell'opera. Per offrire al grande pubblico la possibilità di accedere al suo contenuto, la famiglia Vidal ha consentito l'utilizzo del proprio esemplare, per una riproduzione anastatica, alla casa editrice Madive.

### Copia Vidal
Questa copia, tramandata per generazioni dalla famiglia veneziana Vidal, illustre per i suoi profumi e per il marchio omonimo acquistato dalla Henkel, è conservata nel Palazzo Mocenigo di Venezia, all'interno del museo dedicato alla storia della cosmesi.

### Copia Sainte-Geneviève
Questa copia è conservata nella Biblioteca Sainte-Geneviève di Parigi ed è stata noleggiata a Chanel per l'esposizione "N°5 Culture Chanel", tenutasi al Palazzo di Tokyo.

### Copia D'Annunziana
Una delle rare copie del Notandissimi fu posseduta da Gabriele d'Annunzio che nutriva un profondo interesse per i profumi e la cosmetica.
La copia è oggi conservata nella biblioteca del Vittoriale come opera principale della collezione dedicata ai profumi.